# Sança I de Lleó
Sança Alfons de Lleó, sovint anomenada beata Sancha (1013 - 1067), fou reina de Lleó (1037-1065) i reina consort de Castella (1035-1065).

## Família
Va ser filla d'Alfons V de Lleó i de la seva primera muller, Elvira Meléndez. està documentada per primera vegada el 30 de desembre de 1020, en una donació al monestir de San Esteban de Piavela, que havia estat fundat per la família de la seva nodrissa. Atès que la donació es va fer per premiar-la, es creu que el naixement es va produir pocs anys abans, que hom situa entre el 1014, d'acord amb l'edat que tenia en casar-se amb Ferran segons la Crònica Najerense, i el 1018, que coincideix també amb la data en què es comença a documentar a la seva mare.
Durant els seus primers anys de vida, va estar a càrrec d'una nodrissa, Fronilde Gundemáriz, dita Siti, i que hom anomena també Fronosilla, i que era germana de Vimara Gundemáriz. Sança va ser l'única germana carnal del rei Beremund III, probablement nascuda abans que ella, i el qual va iniciar el seu regnat l'estiu de 1028, després de la mort del seu pare durant el setge de Viseu.

### Matrimoni
Allunyada, en teoria, de la successió al tron, es va decidir que contrauria matrimoni amb el comte de Castella, Garcia II. Tanmateix, la boda va acabar en tragèdia, perquè el nuvi va ser assassinat durant les festes del casament. El 1034 es casà amb l'infant Ferran de Castella, comte de Castella, fill de Sanç III de Navarra i Múnia I de Castella, que el 1035 va esdevenir rei de Castella.

## Ascens al tron
El seu germà Beremund III de Lleó morí a la Tierra de Campos el 1037 i sense hereus, per la qual cosa Sança es convertí en l'hereva al tron lleonès.
Sança I en aquells moments estava casada amb el ja rei Ferran I de Castella, el qual dictà la unificació de les dues corones, guardant els privilegis per separat així com els dos reis: Sança fou reina de Lleó i consort a Castella, igual que Ferran fou rei a Castella i consort a Lleó.
Amb el seu espòs va ordenar la construcció en pedra de la Col·legiata de San Isidoro de la ciutat de Lleó, anomenada inicialment també de San Juan Bautista, en substitució de l'antiga construcció de maó construïda per Alfons V, on van fer traslladar des de Sevilla les restes de Sant Isidor, que van arribar el 1063.
Amb la mort del rei castellà el 1065, i seguint les disposicions testamentàries, Sança I renuncià al regne i els seus fills es van repartir els diferents regnes reunits pel seu pare. Però les lluites entre germans van comportar la unificació finalment dels tres regnes sota la corona d'Alfons VI.
Es va retirar i va fer vida religiosa, consagrant-se al culte de Sant Isidor, de qui es deia su esposa. Va viure virtuosament i, en morir, va ser venerada durant molt de temps. No obstant això, l'Església catòlica no l'ha beatificada mai i té el rang de venerable. Tot i així, sovint es troben referències que la qualifiquen de beata.
Va morir a Frómista el 7 de novembre de 1067. Va ser enterrada al panteó reial de la col·legiata de San Isidoro, a Lleó, amb el seu espòs i alguns dels seus fills.

## Descendència
Del matrimoni amb Ferran I van néixer:
- Urraca (ca. 1035-1101), senyora de Zamora.
- Sanç II de Castella (ca. 1037-1072), rei de Castella.
- Elvira (ca. 1039-1101), senyora de Toro.
- Alfons VI de Lleó (1040/47-1109), rei de Lleó.
- Garcia I de Galícia (ca. 1042-1090), rei de Galícia.